# Vutcani (gmina)
Vutcani – gmina w Rumunii, w okręgu Vaslui. Obejmuje miejscowości Mălăiești, Poșta Elan i Vutcani. W 2011 roku liczyła 2035 mieszkańców.